# 顕尊

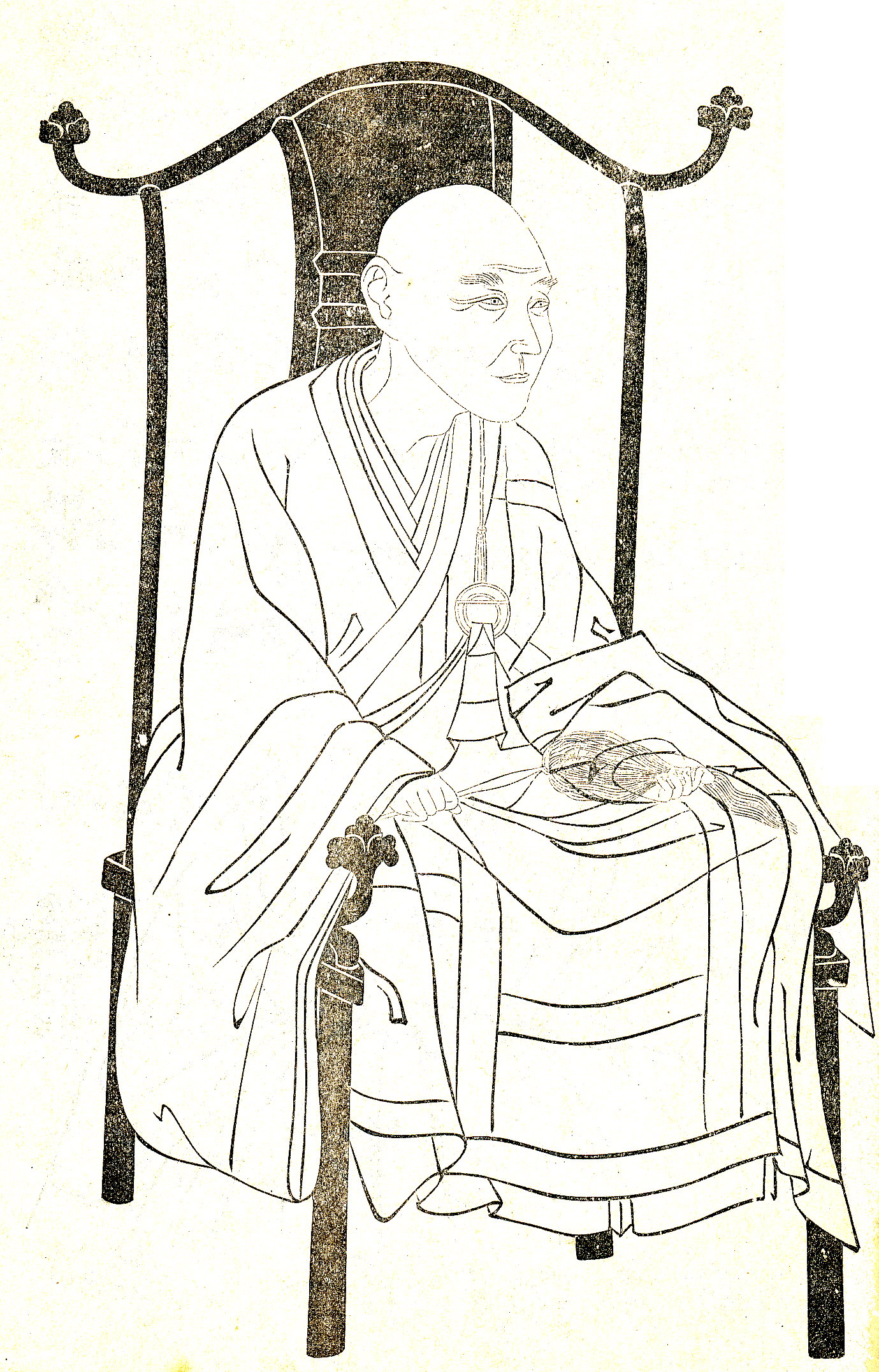
顕尊・『集古十種』より

顕尊（けんそん、永禄7年1月22日（1564年3月5日） - 慶長4年3月3日（1599年3月29日））は、戦国時代から安土桃山時代にかけての浄土真宗の僧。興正寺第17世門主。諱は佐超。本願寺第11世門主顕如の次男。母は三条公頼の三女の如春尼。兄に教如、弟に准如。内室は冷泉為益の三女の祐心尼（元誠仁親王女房）。子に准尊。幼名は阿古丸。号は花恩院、諡号は往還院。
4歳で興正寺16世証秀の養子となる。永禄11年（1568年）養父の死により興正寺を継承し、翌永禄12年（1569年）正親町天皇より脇門跡とされる。天正3年（1575年）に実父顕如を戒師として正式に得度すると、直ちに法眼に任じられた。ただし幼年のため、下間頼亮が補佐役を務めた。
石山合戦では、外部から父の籠る石山本願寺を支えて、安芸の毛利輝元と図って兵糧を石山本願寺に運び入れる工作を行う。これが縁で顕尊の死後、息子の准尊が輝元の養女を妻に迎えている。
父が石山本願寺を退去するとこれに従い、紀伊鷺森・和泉貝塚・摂津大坂、天満と移り住む。天正17年（1589年）に権僧正となり、2年後に父が豊臣秀吉の斡旋で京都七条に本願寺を再興すると、その南隣に土地を与えられ興正寺を再建した。
父の死後の後継者争いでは、異母弟の准如を支援して自分の娘の阿古をその内室とした。